# Österplana kyrka
Österplana kyrka är en kyrkobyggnad som sedan 2002 tillhör Kinnekulle församling (tidigare Österplana församling) i Skara stift. Kyrkan ligger i naturreservatet Österplana hed och vall i Götene kommun. 

## Historia
Den gamla kyrkplatsen var belägen en kilometer norr om nuvarande. Kyrkogården är fortfarande i bruk då sådan saknas vid den nya kyrkan. Den medeltida kyrkan, som var byggd av kalksten, revs 1877. Planen bestod av ett rektangulärt långhus, ett lägre, smalare och sannolikt rakt avslutat kor i öster. Troligen på 1460-talet tillkom ett vapenhus i söder och koret utvidgades. Ett torn, med hög spetsig spira byggdes i kalksten 1627. Vid en tillbyggnad 1661 tillkom sidoskepp i norr och söder. Den höga spiran togs ned 1822 och ersattes av en huv, krönt av lanternin med kors. Hela kyrkan var putsad och taken spåntäckta.   

## Kyrkobyggnaden
Nuvarande kyrka började uppföras 1874 och invigdes söndagen den 14 oktober 1877 av kontraktsprosten Anders Timberg (1812-1901), kyrkoherde i Forshem assisterad av sex präster. Kyrkobyggnaden blev gemensam för Österplana och Kestad och byggdes ett stycke öster om gamla kyrkan. Ritningarna var utförda av arkitekt Albert Törnqvist och var avsedda för Töreboda kyrka. För att passa Österplana kyrka genomgick ritningarna en omarbetning av arkitekt Emil Edvard von Rothstein. Byggmästare var Johannes Larsson och Gustaf Andersson från Varola.
Kyrkobyggnaden har en stomme av natursten, utvändigt av sandsten och invändigt av kalksten, och består av långhus med nord-sydlig orientering. Vid norra kortsidan finns koret och norr om koret en tresidig sakristia. Vid södra kortsidan finns ett kyrktorn med ingång. Kyrkan har ett sadeltak belagt med skiffer. Tornets tak är belagt med plåt.
Interiören är välbevarad med tidstypisk inredning, huvudsakligen efter professor Fredrik Wilhelm Scholanders ritning, och tredingstak.
Kyrkan avsakraliserades 2024 och såldes till en privatperson, som där ska skapa ett kulturcentrum

## Inventarier
- En dopfunt av sten är från medeltiden. Foten är från senare tid, liksom dopfatet.
- Orgeln är tillverkad av Åkerman & Lund Orgelbyggeri och levererades 1879.
- Mitt i kyrkan finns en tioarmad ljuskrona skänkt på 1600-talet av general Harald Stake.
- Altarljusstakar är tillverkade 1616 i Amsterdam. Ljusstakarna har det Bielkeska vapnet och är troligen skänkta till kyrkan av Carin Bielke.
- Kyrkklockorna skänktes 1671 respektive 1677 till gamla kyrkan av Harald Stake.

## Meteoritfynd
År 1987 hittades den första Österplanameteoriten vid Thorsbergs stenbrott vid Kinnekulle strax norr om Österplana kyrka. Meteoriterna är en av de få upptäckta meteoritnedslag i Sverige och klassas som de äldsta meteoritfynden på jorden.

## Bilder

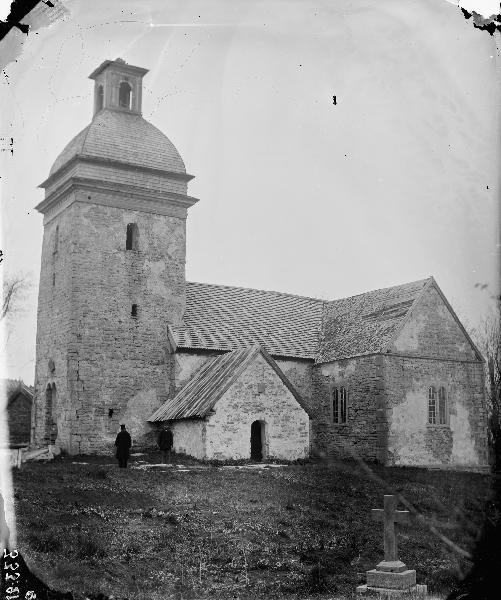
Den gamla kyrkan inför rivningen.
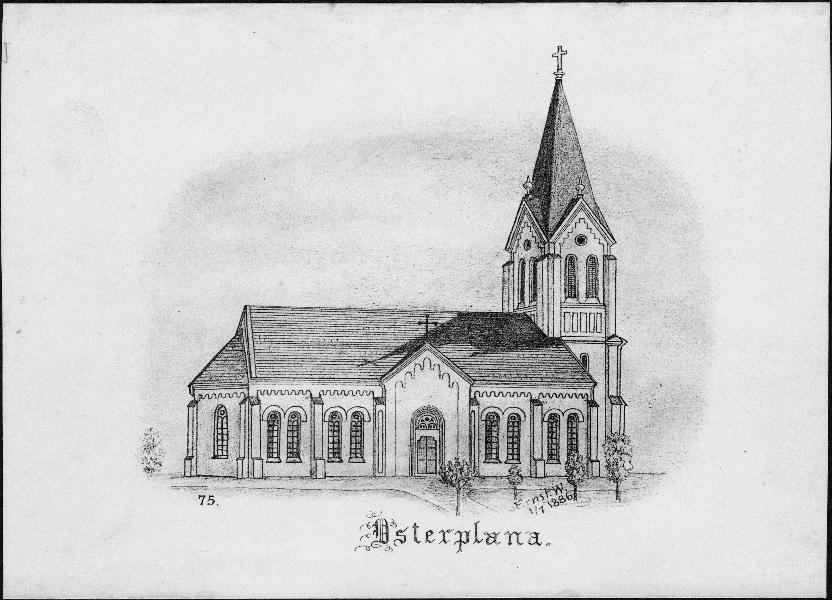
Teckning av nya kyrkan 1886.
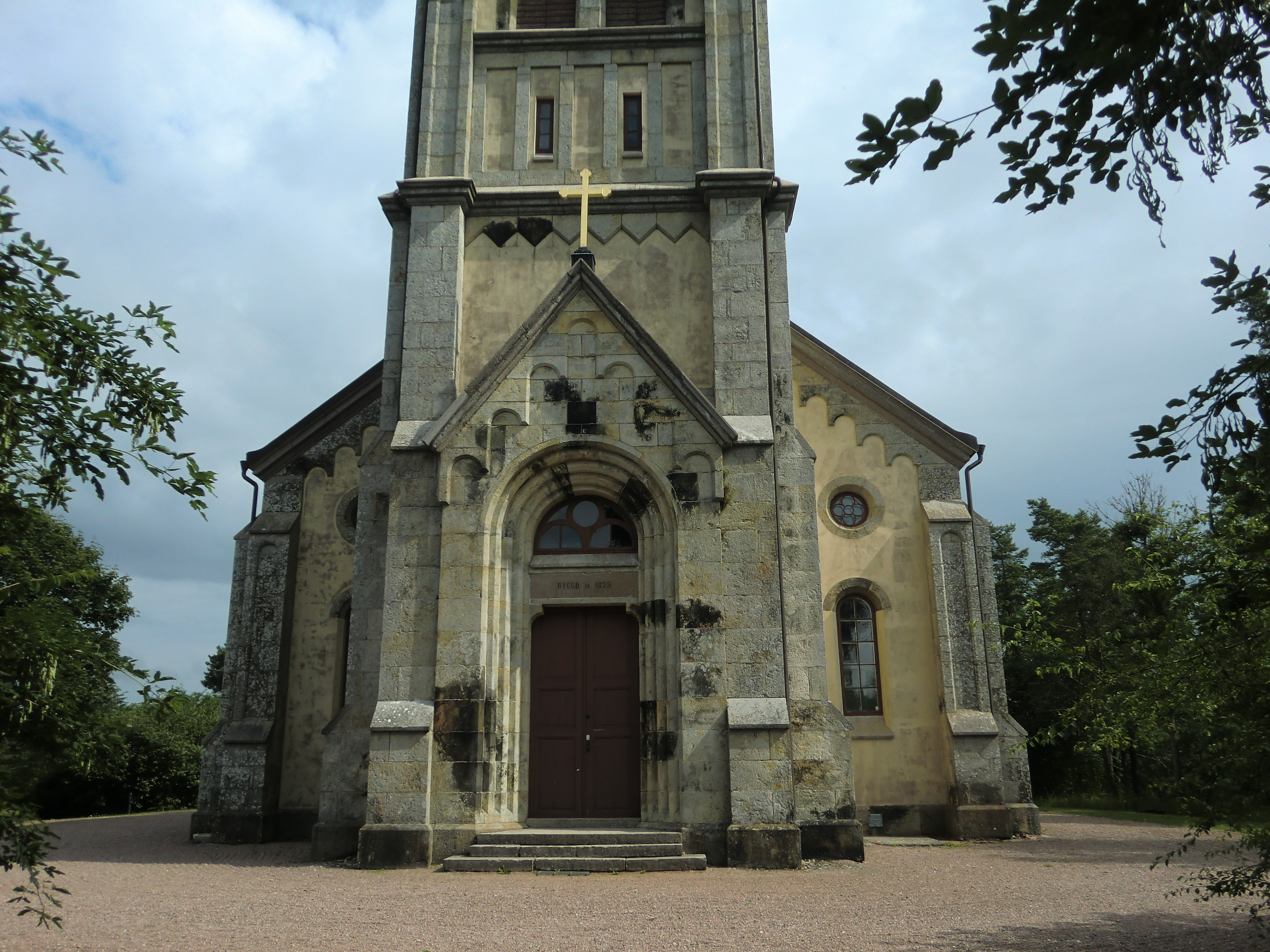
Huvudingången på Österplana kyrka sedd från söder.
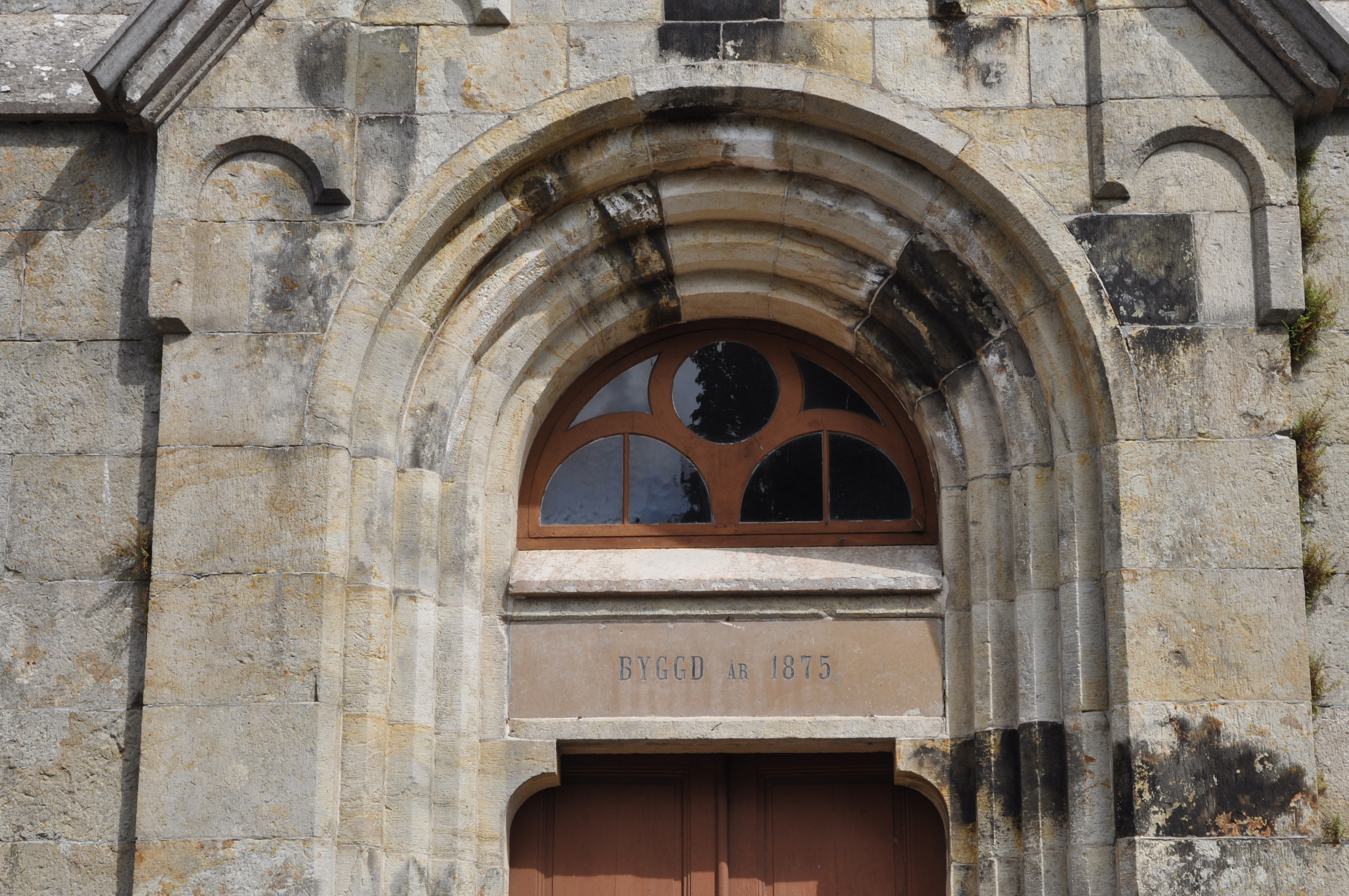
Inskription ovanför ingången
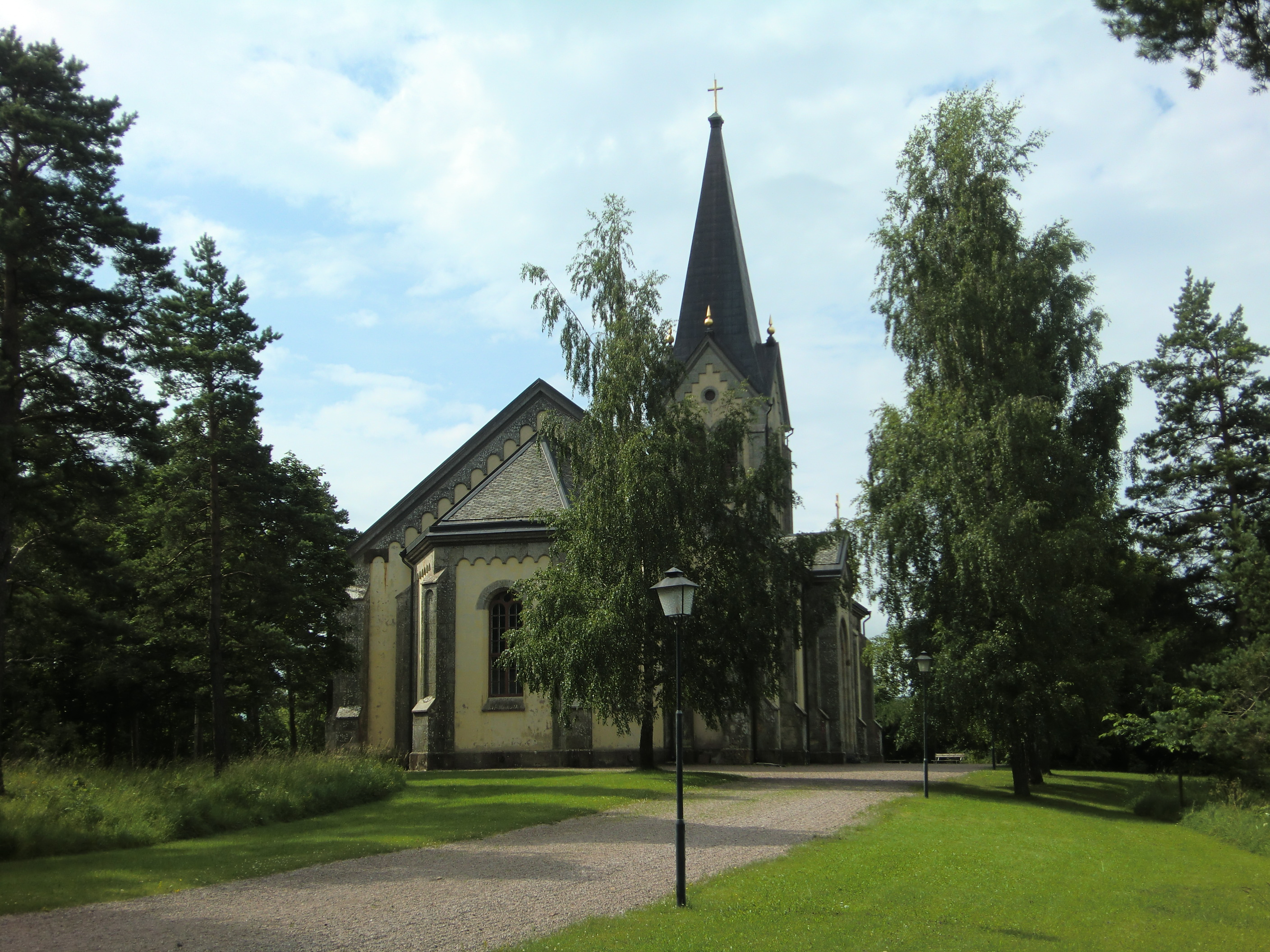
Österplana kyrka sedd från norr.
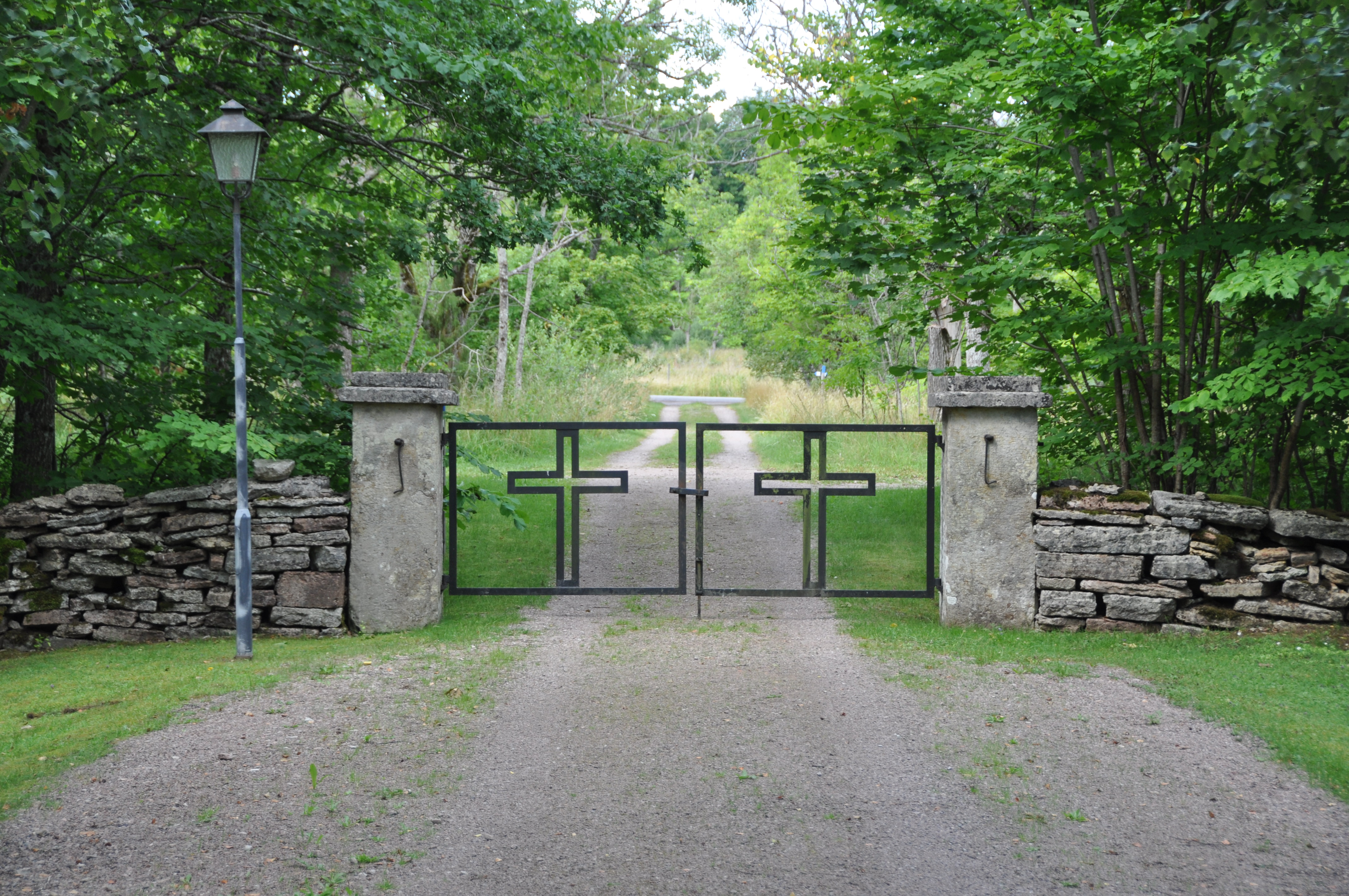
Grindar